# Rei Matsumoto
Rei Matsumoto (松本 怜 Matsumoto Rei?, nacido el 25 de febrero de 1988 en Hokkaido) es un futbolista japonés que se desempeña como centrocampista.

## Trayectoria

### Clubes
| Club                | País  | Año         |
| ------------------- | ----- | ----------- |
| Yokohama F. Marinos | Japón | 2010 - 2012 |
| Oita Trinita        | Japón | 2013 -      |

## Estadística de carrera

### J. League
| Club                | Año   | J. League | J. League | Copa J. League | Copa J. League | Total | Total |
| Club                | Año   | Part.     | Goles     | Part.          | Goles          | Part. | Goles |
| ------------------- | ----- | --------- | --------- | -------------- | -------------- | ----- | ----- |
| Yokohama F. Marinos | 2010  | 5         | 0         | 0              | 0              | 5     | 0     |
| Yokohama F. Marinos | 2011  | 1         | 0         | 0              | 0              | 1     | 0     |
| Yokohama F. Marinos | 2012  | 13        | 0         | 4              | 0              | 17    | 0     |
| Oita Trinita        | 2013  | 8         | 1         | 0              | 0              | 8     | 1     |
| Oita Trinita        | 2014  | 25        | 1         | -              | -              | 25    | 1     |
| Oita Trinita        | 2015  | 27        | 1         | -              | -              | 27    | 1     |
| Oita Trinita        | 2016  | 27        | 1         | -              | -              | 27    | 1     |
| Oita Trinita        | 2017  | 31        | 3         | -              | -              | 31    | 3     |
| Total               | Total | 137       | 7         | 4              | 0              | 141   | 7     |